# Dunne D.5
El Dunne D.5 fue un avión experimental británico construido en 1910. Biplano de ala en flecha sin cola, fue diseñado por J.W. Dunne y construido por Short Brothers en Leysdown para su compañía, Blair Atholl Airplane Syndicate Ltd. Al igual que sus predecesores militares, estaba impulsado por hélices propulsoras gemelas, pero tenía un motor considerablemente más potente.
El D.5 voló por primera vez en el verano de 1910, convirtiéndose así en su primer avión propulsado en volar. Hacía mucho tiempo que Dunne había soñado literalmente con este vuelo. Posteriormente, el D.5 fue certificado como el primer avión de ala fija en lograr estabilidad natural en vuelo, siendo Orville Wright uno de los testigos oficiales.

## Diseño y desarrollo
Al abandonar la Fábrica de Globos del Ejército en Farnborough en 1909, J.W. Dunne creó Blair Atholl Airplane Syndicate Ltd. para continuar desarrollando sus inusuales aviones de ala en flecha sin cola, ninguno de los cuales había volado todavía con motor. El D.5 fue su primer diseño para ellos y seguía el diseño general de la anterior máquina militar D.4 al tener un ala biplano en flecha sin cola con una pronunciada torsión y placas terminales, estando impulsado por hélices gemelas propulsoras. Sin embargo, se diferenciaba por tener una aerodinámica góndola o fuselaje central que albergaba al piloto y al motor.
Las superficies de control eran, como el ala, similares a las del D.4. Los elevones en las puntas superiores de las alas eran las únicas superficies móviles. Sin embargo, en el D.5 se accionaban de forma independiente mediante dos palancas a cada lado de la cabina. No había timón, y el giro estaba coordinado por el diseño aerodinámico de las alas en flecha y torsionadas. A diferencia de la mayoría de los aviones, estaban dispuestos de tal manera que elevar un elevón reducía la sustentación y aumentaba la resistencia, mientras que bajarlo tenía los efectos opuestos. Por lo tanto, el ala que se baja sería arrastrada hacia atrás (fenómeno conocido como guiñada inversa), coordinando automáticamente un giro de alabeo.
Se colocaron empenajes de placa terminal en las alas para mejorar la eficiencia, con recortes cuadrados para evitar afectar a los elevones.
La construcción del fuselaje principal se contrató a Short Brothers, que ocupaban locales junto a los del Syndicate en el nuevo campo de vuelo del Aero Club de Gran Bretaña en Shellbeach, en la isla de Sheppey.
El motor era un Green D.4 de cuatro cilindros en línea, refrigerado por agua, de 35 hp, significativamente más potente que los que el Ejército había permitido. Se instalaron radiadores gemelos a cada lado, de pie y alineados con el flujo de aire para minimizar la resistencia. El motor, montado en el medio, movía hélices gemelas propulsoras, montadas en unos soportes por detrás del ala. Como antes, las hélices giraban en direcciones opuestas para anular su par.
Después de la construcción en Leysdown, el D.5 se llevó a Eastchurch, la nueva ubicación del (ahora Royal) Aero Club y del Syndicate, ubicado a poca distancia en Sheppey. Las primeras pruebas no resultaron alentadoras: la máquina, en su forma original, resultó demasiado pesada. Dunne llevó a cabo un importante aligeramiento de la construcción de Short.

## Historia operacional
El D.5 voló por primera vez en el verano de 1910. Dunne lo llevó hasta la cima de una elevación en el terreno que estaba a favor del viento, hizo girar la máquina y despegó cuesta abajo contra el viento. Más tarde recordó en su libro Un experimento con el tiempo que cuando era niño había experimentado exactamente este vuelo en un sueño.
El D.5 demostró ser aerodinámicamente estable en vuelo. Se realizaron dos vuelos de demostración para el Royal Aero Club en diciembre de 1910, presenciados oficialmente por los visitantes Orville Wright y Griffith Brewer. Durante el segundo vuelo, Dunne quitó las manos de los controles durante un período prolongado, mientras escribía una nota en una hoja de papel que le proporcionó Brewer. Esta nota fue la primera prueba documental del desempeño de un avión, escrita en vuelo por el propio piloto. Posteriormente, el D.5 fue certificado como el primer avión de ala fija en lograr un vuelo estable.
El D.5 se estrelló mientras otro piloto lo pilotaba en diciembre siguiente, y partes del mismo se reutilizaron para construir el primer D.8.

## Especificaciones

### Características generales
- Tripulación: Uno (piloto)
- Longitud: 6,2 m (20,4 ft)
- Envergadura: 14 m (46 ft)
- Altura: 3,5 m (11,5 ft)
- Superficie alar: 49 m² (527,4 ft²)
- Peso cargado: 703 kg (1549,4 lb)
- Planta motriz: 1× motor lineal de 4 cilindros refrigerado por agua Green D.4.
  - Potencia: 45 kW (62 HP; 61 CV)
- Hélices: 2× bipala de paso fijo por motor.

### Rendimiento
- Velocidad máxima operativa (Vno): 72 km/h (45 MPH; 39 kt)

## Aeronaves relacionadas

### Secuencias de designación
- Secuencia D._ (interna de Dunne): ← D.2 - D.3 - D.4 - D.5 - D.6 - D.7 - D.8 →